# Michael Kuonen
Michael Kuonen (10 giugno 1991) è un bobbista svizzero.

## Biografia

### 2015–2018: la carriera da frenatore
Compete dal 2015 come frenatore per la squadra nazionale svizzera. Debuttò in Coppa Europa a nella stagione 2014/15, disputando le prime gare negli equipaggi pilotati da Jürg Rohr e poi in quelli guidati da Clemens Bracher e Beat Hefti. Nelle categorie giovanili ha raggiunto il settimo posto posto nel bob a due ai mondiali juniores di Winterberg 2016 e anche nell'edizione successiva, nella quale fu anche ottavo nella specialità a quattro. 
Esordì in Coppa del Mondo sul finire della stagione 2016/17, il 14 gennaio 2017 a Winterberg, dove si piazzò all'undicesimo posto nel bob a due con Beat Hefti alla guida della slitta; centrò il suo primo podio nonché la sua prima vittoria il 9 dicembre 2017 a Winterberg, dove si impose nel bob a due (alla sua prima gara in assoluto nella specialità) con Clemens Bracher.
Ha partecipato ai Giochi olimpici invernali di Pyeongchang 2018, piazzandosi al sedicesimo posto nel bob a due in coppia con Clemens Bracher e al quarto nel bob a quattro ma con Rico Peter alla guida della slitta. 
Prese inoltre parte a due edizioni dei campionati mondiali; nel dettaglio i suoi risultati nelle prove iridate sono stati, nel bob a due: quindicesimo a Schönau am Königssee 2017 e diciannovesimo a Whistler 2019; nel bob a quattro: quindicesimo a Schönau am Königssee 2017. Agli europei conta invece due partecipazioni con una medaglia d'argento vinta nel bob a due a Igls 2018 con Clemens Bracher e un sedicesimo posto raggiunto nel bob a quattro a Winterberg 2017. Ha inoltre conquistato tre titoli nazionali, due nel bob a due e uno nel bob a quattro.

### 2018: il passaggio al ruolo di pilota
Dal mese di dicembre del 2018 Kuonen passò a pilotare le slitte. Esordì in Coppa Europa all'avvio dell'annata 2018/19, disputando la sua miglior stagione nel 2020/21, quando vinse la classifica generale nel bob a due e nella combinata e terminò decimo nel bob a quattro. Debuttò in Coppa del Mondo da pilota il 1º febbraio 2020 a Sankt Moritz, penultima tappa della stagione 2019/20, classificandosi undicesimo nel bob a due. Detiene quale miglior piazzamento in classifica generale il trentatreesimo posto nel bob a quattro, ottenuto nel 2019/20.
Ha inoltre vinto da pilota un titolo nazionale nel bob a due (nel 2021).

## Palmarès

### Europei
- 1 medaglia:
  - 1 argento (bob a due a Igls 2018).

### Coppa del Mondo
- Miglior piazzamento in classifica generale nel bob a quattro: 33º nel 2019/20.
- 2 podi (nel bob a due):
  - 1 vittoria:
  - 1 terzo posto.

#### Coppa del Mondo - vittorie
| Data            | Luogo      | Paese    | Disciplina                |
| --------------- | ---------- | -------- | ------------------------- |
| 9 dicembre 2017 | Winterberg | Germania | a due con Clemens Bracher |

### Circuiti minori

#### Coppa Europa
- Vincitore della classifica generale del bob a due nel 2020/21.
- Vincitore della classifica generale della combinata maschile nel 2020/21.
- Miglior piazzamento in classifica generale nel bob a quattro: 10º nel 2020/21.
- 14 podi (11 nel bob a due, 4 nel bob a quattro):
  - 4 vittorie (3 nel bob a due, 1 nel bob a quattro);
  - 6 secondi posti (5 nel bob a due, 1 nel bob a quattro);
  - 5 terzi posti (3 nel bob a due, 2 nel bob a quattro).

### Campionati svizzeri
- 12 medaglie:
  - 4 ori (bob a due nel 2016[1]; bob a due, bob a quattro nel 2018[2][3]; bob a due nel 2021[4]);
  - 5 argenti (bob a quattro nel 2016[5]; bob a due, bob a quattro nel 2019[6][7]; bob a quattro nel 2020[8]; bob a quattro nel 2021[9]);
  - 3 bronzi (bob a quattro nel 2015[10]; bob a quattro nel 2017[11]; bob a due nel 2020[12]).